# 2U
"2U" é uma canção do DJ francês David Guetta e do cantor canadense Justin Bieber. Escrita por Bieber, Poo Bear e Cesqeaux, com produção de Guetta e Giorgio Tuinfort. A canção foi disponibilizada para download digital em 9 de junho de 2017, pela gravadora What A Music, como o single principal do sétimo álbum de estúdio de Guetta, 7
(2018).

## Antecedentes
"2U" é o terceiro single colaborativo de Bieber em 2017, seguindo "I'm the One" e "Despacito", os quais alcançaram enorme sucesso comercial e chegaram ao topo da parada americana Billboard Hot 100.
Um teaser de treze segundos foi revelado pelas modelos da Victoria's Secret,Stella Maxwell, Elsa Hosk, Jasmine Tookes, Romee Strijd e Sara Sampaio. A arte da capa foi revelada por Guetta, no dia 8 de junho de 2017.  Guetta disse à MTV que a canção era "muito romântica."

## Videoclipe
Guetta anunciou que serão lançados dois videoclipes para o single; A versão Victoria Secret e outra versão que ele chama de "sem marca". A primeira versão conta com as modelos da Victoria Secret,Sara Sampaio, Tookes, Strijd, Stella Maxwell e Martha Hunt, dublando a música no set de uma sessão de fotos para a marca de lingerie.

## Lista de faixas
| Download digital |                                   |         |  |
| N.º              | Título                            | Duração |  |
| 1.               | "2U" (com part. de Justin Bieber) | 3:14    |  |

## Créditos
Créditos adaptados do site Tidal.
- David Guetta – compositor, produtor
- Justin Bieber – compositor
- Jason "Poo Bear" Boyd – compositor, produção vocal
- Giorgio Tuinfort – compositor, produtor, pianista
- Daniel "Cesqeaux" Tuparia – produção adicional e programação
- Daddy's Groove – mestre em engenharia de som, mixagem
- Henry Sarmiento III – engenharia de som
- Chris "TEK" O'Ryan – vocoder, gravação
- The Pianoman – talk box
- Monsieur Georges – talk box
- Josh Gudwin – gravação

## Desempenho nas tabelas musicais

### Posições
| Tabela musical (2015)                             | Melhor posição |
| ------------------------------------------------- | -------------- |
| Alemanha (Media Control AG)                       | 3              |
| Argentina (Monitor Latino)                        | 10             |
| Austrália (ARIA Charts)                           | 2              |
| Austrália (ARIA Dance)                            | 1              |
| Bélgica (Ultratop 50)                             | 29             |
| Bélgica (Ultratop 40)                             | 1              |
| Canadá (Canadian Hot 100)                         | 4              |
| Colômbia (National-Report)                        | 75             |
| Dinamarca (Tracklisten)                           | 2              |
| Escócia (Scottish Singles Chart)                  | 2              |
| Eslováquia (Singles Digitál Top 100)              | 3              |
| Espanha (PROMUSICAE)                              | 17             |
| Estados Unidos (Billboard Hot 100)                | 16             |
| Estados Unidos (Billboard Adult Top 40)           | 1              |
| Estados Unidos (Billboard Dance/Electronic Songs) | 17             |
| Estados Unidos (Billboard Mainstream Top 40)      | 19             |
| Estados Unidos (Billboard Rhythmic)               | 31             |
| Finlândia (Suomen virallinen lista)               | 7              |
| França (SNEP)                                     | 3              |
| Hungria (Single Top 40)                           | 3              |
| Hungria (Stream Top 40)                           | 2              |
| Irlanda (IRMA)                                    | 5              |
| Itália (FIMI)                                     | 9              |
| Letônia (Latvijas Top 40)                         | 19             |
| Noruega (VG-lista)                                | 12             |
| Nova Zelândia (NZ Top 40 Singles)                 | 1              |
| Países Baixos (Dutch Top 40)                      | 23             |
| Países Baixos (Single Top 100)                    | 5              |
| Polónia (Polish Airplay Top 100)                  | 50             |
| Portugal (AFP Top 100 Singles)                    | 2              |
| Reino Unido (UK Singles Chart)                    | 2              |
| Chéquia (Singles Digitál Top 100)                 | 2              |
| Suécia (Sverigetopplistan)                        | 2              |
| Suíça (Schweizer Hitparade)                       | 2              |

## Histórico de lançamento
| País           | Data               | Formato          | Gravadora    |
| -------------- | ------------------ | ---------------- | ------------ |
| Estados Unidos | 9 de junho de 2017 | Download digital | What A Music |